# 鄭秉哲
鄭 秉哲（てい へいてつ、尚貞27年/康熙34年4月15日（1695年5月27日） - 尚穆9年/乾隆25年2月15日（1760年3月31日））は、琉球王国の官僚、歴史家。琉球の正史である『球陽』編纂者の一人。『琉球国旧記』・『中山世譜』附巻などの編纂にも携わった。通称は古波蔵親方（こはぐらうぇーかた）、和名は伊佐川 佑実。

## 概要
久米村鄭氏12世（鄭氏湖城殿内）・鄭弘良の四男として生まれる。
1720年（尚敬8年/康熙59年）、清の福州に留学、3年間勉学して帰国し、翌年6月に講解師となる。1721年（尚敬9年/康熙60年）里之子親雲上となる。同年、官生（国費留学生）となって再び渡清し、北京の国子監に入学、1729年（尚敬17年/雍正7年）3月帰国し、同年4月再び講解師となる。1730年（尚敬18年/雍正8年）には尚敬王に『近思録輯要』を侍講した。また、琉球の地誌である『琉球国由来記』を改定・漢訳した『琉球国旧記』を編纂した。
1731年（尚敬19年/雍正9年）、漢文の正史『中山世譜』附巻の編纂を始める。1734年（尚敬22年/雍正12年）10月に長史司に、同年12月に渡慶次地頭になる。1738年（尚敬26年/乾隆3年）、病気のため長史司を辞職し、1739年（尚敬27年/乾隆4年）、伊佐川地頭に代わり伊佐川親雲上となる。
1742年（尚敬30年/乾隆7年）、表箋文・泰文・咨文その他の漢字公文書の作成を担当する漢文組立役が初めて設置されると、これに任用される。
1743年（尚敬31年/乾隆8年）2月、先に編纂を始めた『中山世譜』附巻を編集するために首里に移り、同年9月に完成させると、翌10月から蔡宏謨・梁煌・毛如苞と共に『球陽』の編纂に取り掛かり、2年後の1745年（尚敬33年/乾隆10年）10月に完成させた。
鄭秉哲は各方面への使者の役割も果たしており、1732年（尚敬20年/雍正10年）に都通事、1748年（尚敬36年/乾隆13年）に進貢副使正義大夫、1756年（尚穆5年/乾隆21年）に尚穆王冊封謝恩副使紫金大夫として清に渡った。また1752年（尚穆1年/乾隆17年）には尚穆王冊位の謝恩使節団の儀衛正として江戸上りしている。1755年（尚穆4年/乾隆20年）に久米村のトップである総理唐栄司に進む。
1758年（尚穆7年/乾隆23年）、三司官に次ぐ位階の三司官座敷となる。